# I swear
I swear is een lied geschreven door Gary Baker en Frank J. Myers. Onderwerp is de liefde, waarbij de ene partner eeuwige liefde zweert ten opzichte van de andere. Het liedje werd eerst opgenomen door John Michael Montgomery, vlak daarna door All-4-One. Daarna volgden (gegevens 2015) nog een tiental covers van onder meer Smokie en Donny en Marie Osmond. Het lied werd overigens door Albert West in het Nederlands uitgevoerd onder de titel Voor jou, de vertaling was van Cees Stolk.
Gary Baker was zelf trouwens ook een keer te horen in dit lied. Die versie verscheen in Duitsland als gevolg van het televisieprogramma Popstars: Girls forever. Het haalde daar een bescheiden plaats in de hitparade.

## John Michael Montgomery
John Michael Montgomery had de primeur in dit sentimentele liedje met dito videoclip. Het scoorde eerst goed in de countryhitparades van zowel de Verenigde Staten als Canada (nummer 1-positie werd gehaald). Daarna stootte het door naar de Billboard Hot 100. Het stond daar twintig weken genoteerd, maar kwam niet verder dan een 42e plaats. Het bleef in de onderste regionen hangen. Voor Nederland was er sprake van een notering in de tipparade, maar verder kwam het niet. De componisten hadden kennelijk de juiste toon nog niet gevonden.

## All-4-One
Al vrij snel kwam een rhythm-and-blues-arrangement op de markt, ingezongen door het herenkwartet All-4-One. Hun versie deed niet onder qua sentimentaliteit, maar lag kennelijk veel beter in het gehoor. Ze bereikte de nummer 1-positie in diezelfde Billboard Hot 100 en hield die een aantal weken vast. Het plaatje ging de hele wereld over en haalde daarbij in een aantal landen de hitparades. Er gingen meer dan 2.000.000 exemplaren over de toonbank. In Nederland haalde het goud (meer dan 40.000 exemplaren)

### Hitnotering
In de Billboard Hot 100 stond het dertig weken genoteerd waarvan elf weken achtereenvolgend op plaats 1. In het Verenigd Koninkrijk kwam het tot 25 weken notering en behaalde de tweede plaats, gestuit door Wet Wet Wet met Love is all around. Datzelfde gebeurde in België.

#### Nederlandse Top 40
| Hitnotering: 23-07-1994 t/m 29-10-1994 | Hitnotering: 23-07-1994 t/m 29-10-1994 | Hitnotering: 23-07-1994 t/m 29-10-1994 | Hitnotering: 23-07-1994 t/m 29-10-1994 | Hitnotering: 23-07-1994 t/m 29-10-1994 | Hitnotering: 23-07-1994 t/m 29-10-1994 | Hitnotering: 23-07-1994 t/m 29-10-1994 | Hitnotering: 23-07-1994 t/m 29-10-1994 | Hitnotering: 23-07-1994 t/m 29-10-1994 | Hitnotering: 23-07-1994 t/m 29-10-1994 | Hitnotering: 23-07-1994 t/m 29-10-1994 | Hitnotering: 23-07-1994 t/m 29-10-1994 | Hitnotering: 23-07-1994 t/m 29-10-1994 | Hitnotering: 23-07-1994 t/m 29-10-1994 | Hitnotering: 23-07-1994 t/m 29-10-1994 | Hitnotering: 23-07-1994 t/m 29-10-1994 | Hitnotering: 23-07-1994 t/m 29-10-1994 |
| Week                                   | 1                                      | 2                                      | 3                                      | 4                                      | 5                                      | 6                                      | 7                                      | 8                                      | 9                                      | 10                                     | 11                                     | 12                                     | 13                                     | 14                                     | 15                                     |                                        |
| -------------------------------------- | -------------------------------------- | -------------------------------------- | -------------------------------------- | -------------------------------------- | -------------------------------------- | -------------------------------------- | -------------------------------------- | -------------------------------------- | -------------------------------------- | -------------------------------------- | -------------------------------------- | -------------------------------------- | -------------------------------------- | -------------------------------------- | -------------------------------------- | -------------------------------------- |
| Nummer                                 | 31                                     | 14                                     | 6                                      | 1                                      | 2                                      | 2                                      | 3                                      | 3                                      | 4                                      | 6                                      | 12                                     | 19                                     | 26                                     | 34                                     | 40                                     | uit                                    |

#### NederlandseMega Top 50
| Hitnotering: 23-07-1994 t/m 28-10-1994 | Hitnotering: 23-07-1994 t/m 28-10-1994 | Hitnotering: 23-07-1994 t/m 28-10-1994 | Hitnotering: 23-07-1994 t/m 28-10-1994 | Hitnotering: 23-07-1994 t/m 28-10-1994 | Hitnotering: 23-07-1994 t/m 28-10-1994 | Hitnotering: 23-07-1994 t/m 28-10-1994 | Hitnotering: 23-07-1994 t/m 28-10-1994 | Hitnotering: 23-07-1994 t/m 28-10-1994 | Hitnotering: 23-07-1994 t/m 28-10-1994 | Hitnotering: 23-07-1994 t/m 28-10-1994 | Hitnotering: 23-07-1994 t/m 28-10-1994 | Hitnotering: 23-07-1994 t/m 28-10-1994 | Hitnotering: 23-07-1994 t/m 28-10-1994 | Hitnotering: 23-07-1994 t/m 28-10-1994 | Hitnotering: 23-07-1994 t/m 28-10-1994 |
| Week                                   | 1                                      | 2                                      | 3                                      | 4                                      | 5                                      | 6                                      | 7                                      | 8                                      | 9                                      | 10                                     | 11                                     | 12                                     | 13                                     | 14                                     |                                        |
| -------------------------------------- | -------------------------------------- | -------------------------------------- | -------------------------------------- | -------------------------------------- | -------------------------------------- | -------------------------------------- | -------------------------------------- | -------------------------------------- | -------------------------------------- | -------------------------------------- | -------------------------------------- | -------------------------------------- | -------------------------------------- | -------------------------------------- | -------------------------------------- |
| Nummer                                 | 35                                     | 10                                     | 1                                      | 1                                      | 2                                      | 2                                      | 3                                      | 3                                      | 4                                      | 5                                      | 12                                     | 16                                     | 20                                     | 35                                     | uit                                    |

#### BelgischeBRT Top 30
| Hitnotering: 16-07-1994 t/m 18-11-1994 | Hitnotering: 16-07-1994 t/m 18-11-1994 | Hitnotering: 16-07-1994 t/m 18-11-1994 | Hitnotering: 16-07-1994 t/m 18-11-1994 | Hitnotering: 16-07-1994 t/m 18-11-1994 | Hitnotering: 16-07-1994 t/m 18-11-1994 | Hitnotering: 16-07-1994 t/m 18-11-1994 | Hitnotering: 16-07-1994 t/m 18-11-1994 | Hitnotering: 16-07-1994 t/m 18-11-1994 | Hitnotering: 16-07-1994 t/m 18-11-1994 | Hitnotering: 16-07-1994 t/m 18-11-1994 | Hitnotering: 16-07-1994 t/m 18-11-1994 | Hitnotering: 16-07-1994 t/m 18-11-1994 | Hitnotering: 16-07-1994 t/m 18-11-1994 | Hitnotering: 16-07-1994 t/m 18-11-1994 | Hitnotering: 16-07-1994 t/m 18-11-1994 | Hitnotering: 16-07-1994 t/m 18-11-1994 | Hitnotering: 16-07-1994 t/m 18-11-1994 | Hitnotering: 16-07-1994 t/m 18-11-1994 | Hitnotering: 16-07-1994 t/m 18-11-1994 |
| Week                                   | 1                                      | 2                                      | 3                                      | 4                                      | 5                                      | 6                                      | 7                                      | 8                                      | 9                                      | 10                                     | 11                                     | 12                                     | 13                                     | 14                                     | 15                                     | 16                                     | 17                                     | 18                                     |                                        |
| -------------------------------------- | -------------------------------------- | -------------------------------------- | -------------------------------------- | -------------------------------------- | -------------------------------------- | -------------------------------------- | -------------------------------------- | -------------------------------------- | -------------------------------------- | -------------------------------------- | -------------------------------------- | -------------------------------------- | -------------------------------------- | -------------------------------------- | -------------------------------------- | -------------------------------------- | -------------------------------------- | -------------------------------------- | -------------------------------------- |
| Nummer                                 | 30                                     | 27                                     | 22                                     | 14                                     | 5                                      | 2                                      | 2                                      | 2                                      | 2                                      | 2                                      | 2                                      | 3                                      | 5                                      | 5                                      | 7                                      | 11                                     | 17                                     | 28                                     | uit                                    |

#### VlaamseUltratop 30
| Hitnotering: 09-07-1994 t/m 25-11-1994 | Hitnotering: 09-07-1994 t/m 25-11-1994 | Hitnotering: 09-07-1994 t/m 25-11-1994 | Hitnotering: 09-07-1994 t/m 25-11-1994 | Hitnotering: 09-07-1994 t/m 25-11-1994 | Hitnotering: 09-07-1994 t/m 25-11-1994 | Hitnotering: 09-07-1994 t/m 25-11-1994 | Hitnotering: 09-07-1994 t/m 25-11-1994 | Hitnotering: 09-07-1994 t/m 25-11-1994 | Hitnotering: 09-07-1994 t/m 25-11-1994 | Hitnotering: 09-07-1994 t/m 25-11-1994 | Hitnotering: 09-07-1994 t/m 25-11-1994 | Hitnotering: 09-07-1994 t/m 25-11-1994 | Hitnotering: 09-07-1994 t/m 25-11-1994 | Hitnotering: 09-07-1994 t/m 25-11-1994 | Hitnotering: 09-07-1994 t/m 25-11-1994 | Hitnotering: 09-07-1994 t/m 25-11-1994 | Hitnotering: 09-07-1994 t/m 25-11-1994 | Hitnotering: 09-07-1994 t/m 25-11-1994 | Hitnotering: 09-07-1994 t/m 25-11-1994 | Hitnotering: 09-07-1994 t/m 25-11-1994 | Hitnotering: 09-07-1994 t/m 25-11-1994 |
| Week                                   | 1                                      | 2                                      | 3                                      | 4                                      | 5                                      | 6                                      | 7                                      | 8                                      | 9                                      | 10                                     | 11                                     | 12                                     | 13                                     | 14                                     | 15                                     | 16                                     | 17                                     | 18                                     | 19                                     | 20                                     |                                        |
| -------------------------------------- | -------------------------------------- | -------------------------------------- | -------------------------------------- | -------------------------------------- | -------------------------------------- | -------------------------------------- | -------------------------------------- | -------------------------------------- | -------------------------------------- | -------------------------------------- | -------------------------------------- | -------------------------------------- | -------------------------------------- | -------------------------------------- | -------------------------------------- | -------------------------------------- | -------------------------------------- | -------------------------------------- | -------------------------------------- | -------------------------------------- | -------------------------------------- |
| Nummer                                 | 47                                     | 33                                     | 31                                     | 25                                     | 15                                     | 7                                      | 4                                      | 2                                      | 2                                      | 2                                      | 2                                      | 3                                      | 3                                      | 4                                      | 4                                      | 5                                      | 8                                      | 12                                     | 22                                     | 44                                     | uit                                    |

#### NPO Radio 2 Top 2000
I Swear stond alleen in 2001 in de NPO Radio 2 Top 2000, op plek 1774.